# Peter Gijsels
Peter Gijsels (anche Gysels) (Anversa, 1621 – 1690 ca.) è stato un pittore fiammingo.

## Biografia

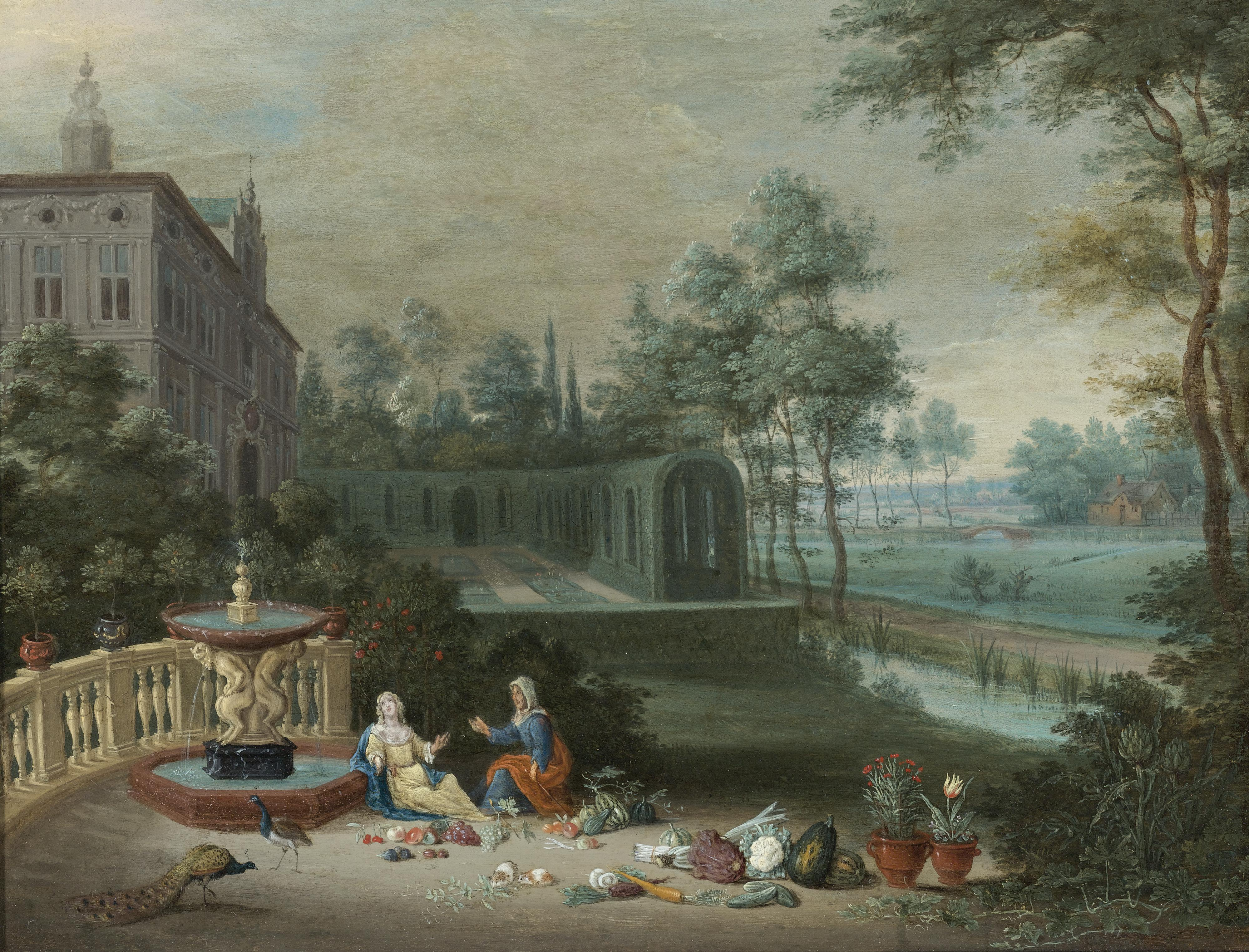
Vertumno e Pomona, Collezione privata

Artista minore, privo di una propria originalità, nei suoi piccoli dipinti ricorda David Vinckboons, come nei Kermesses conservati ad Augusta e a Anversa. Nei Paesaggi del Rijksmuseum di Amsterdam fu imitatore di Jan Brueghel il Vecchio.